# Камал Міллер
Камал Міллер (англ. Kamal Miller, нар. 16 травня 1997, Торонто) — канадський футболіст, захисник клубу «Монреаль» та національної збірної Канади.

## Клубна кар'єра
Народився 16 травня 1997 року в місті Торонто. Вихованець кількох канадських футбольних шкіл, а згодом приєднався до клубу Ліги 1 Онтаріо «Вон Адзуррі».
У 2015—2018 роках Міллер навчався в Сиракузському університеті та грав за університетську футбольну команду «Сірак'юз Оріндж» у Національній асоціації студентського спорту. У студентські роки також виступав у Прем'єр-лізі розвитку: у 2016 та 2017 роках — за клуб «К-В Юнайтед», у 2018 році — за клуб «Редінг Юнайтед».
11 січня 2019 року на Супердрафті MLS Міллер був обраний у другому раунді під загальним 27-м номером клубом «Орландо Сіті». Клуб з ним підписав контракт 1 березня. Його дебют на найвищому рівні відбувся наступного дня у матчі першого туру сезону 2019 проти «Нью-Йорк Сіті», що закінчився нічиєю 2:2.
15 грудня 2020 року клуб «Остін» вибрав Міллера на драфті розширення MLS, але в той же день обміняв його в канадський «Монреаль Імпакт» на $225 тис. в загальних розподільних засобах і пік першого раунду Супердрафту MLS 2021. За клуб, перейменований на початку 2021 року в «Монреаль», він дебютував 17 квітня 2021 року в матчі стартового туру сезону проти його принципового суперника «Торонто». Після вдалого старту з «Монреалем» 12 липня клуб оголосив про продовження контракту до 2023 року. Міллер забив свій перший гол за новий клуб 3 листопада, забивши у матчі проти «Х'юстон Динамо» (2:0). Станом на 23 жовтня 2022 року відіграв за команду з Монреаля 56 матчів в національному чемпіонаті.

## Виступи за збірні
У складі молодіжної збірної Канади Міллер взяв участь у молодіжному чемпіонаті КОНКАКАФ 2017 року, де зіграв один матч, а канадці не вийшли з групи.
Свій перший виклик до національної збірної Канади Міллер отримав на відбірковий матч Ліги націй КОНКАКАФ 2019/20 проти збірної Французької Гвіани, що відбувся 24 березня 2019, але в грі не був задіяний, залишившись на лаві запасних. Згодом Міллер був включений до складу збірної на розіграш Золотого кубка КОНКАКАФ 2019 року. Там у третьому матчі групового етапу проти збірної Куби, що відбувся 23 червня 2019 року, Міллер дебютував за збірну Канади, вийшовши на заміну на 61-й хвилині замість Доніла Генрі. Цей матч так і залишився єдиним у тому турнірі для Камала, але вже на наступному розіграші Золотого кубка КОНКАКАФ 2021 року у США Міллер був основним гравцем канадців і допоміг їм дійти до півфіналу турніру.
Наступного року у складі збірної був учасником чемпіонату світу 2022 року у Катарі.
| Дата       | Місто          | Господарі  | Результат | Гості              | Турнір                                   | Голи | Примітки |
| ---------- | -------------- | ---------- | --------- | ------------------ | ---------------------------------------- | ---- | -------- |
| 23-6-2019  | Шарлотт        | Канада     | 7 – 0     | Куба               | Кубок КОНКАКАФ 2019 - 1-й етап           | -    | 61'      |
| 7-9-2019   | Торонто        | Канада     | 6 – 0     | Куба               | Ліга націй КОНКАКАФ 2019-2020 - 2-й етап | -    | 62'      |
| 16-10-2019 | Торонто        | Канада     | 2 – 0     | США                | Ліга націй КОНКАКАФ 2019-2020 - 2-й етап | -    |          |
| 8-1-2020   | Ірвайн         | Канада     | 4 – 1     | Барбадос           | товариський матч                         | -    | 57'      |
| 15-1-2020  | Ірвайн         | Канада     | 0 – 1     | Ісландія           | товариський матч                         | -    |          |
| 25-3-2021  | Орландо        | Канада     | 5 – 1     | Бермудські Острови | Відбір до ЧС 2022                        | -    |          |
| 11-7-2021  | Канзас-Сіті    | Канада     | 4 – 1     | Мартиніка          | Кубок КОНКАКАФ 2021 - 1-й етап           | -    | 77'      |
| 15-7-2021  | Канзас-Сіті    | Гаїті      | 1 – 4     | Канада             | Кубок КОНКАКАФ 2021 - 1-й етап           | -    |          |
| 18-7-2021  | Канзас-Сіті    | США        | 1 – 0     | Канада             | Кубок КОНКАКАФ 2021 - 1-й етап           | -    |          |
| 24-7-2021  | Арлінгтон      | Коста-Рика | 0 – 2     | Канада             | Кубок КОНКАКАФ 2021 - чвертьфінал        | -    |          |
| 29-7-2021  | Х'юстон        | Мексика    | 2 – 1     | Канада             | Кубок КОНКАКАФ 2021 - півфінал           | -    |          |
| 2-9-2021   | Торонто        | Канада     | 1 – 1     | Гондурас           | Відбір до ЧС 2022                        | -    |          |
| 6-9-2021   | Нашвілл        | США        | 1 – 1     | Канада             | Відбір до ЧС 2022                        | -    | 58'      |
| 5-9-2021   | Нашвілл        | США        | 1 – 1     | Канада             | Відбір до ЧС 2022                        | -    | 44'      |
| 8-9-2021   | Торонто        | Канада     | 3 – 0     | Сальвадор          | Відбір до ЧС 2022                        | -    |          |
| 7-10-2021  | Мехіко         | Мексика    | 1 – 1     | Канада             | Відбір до ЧС 2022                        | -    |          |
| 13-10-2021 | Торонто        | Канада     | 4 – 1     | Панама             | Відбір до ЧС 2022                        | -    |          |
| 12-11-2021 | Едмонтон       | Канада     | 1 – 0     | Коста-Рика         | Відбір до ЧС 2022                        | -    |          |
| 16-11-2021 | Едмонтон       | Канада     | 2 – 1     | Мексика            | Відбір до ЧС 2022                        | -    |          |
| 27-1-2022  | Сан-Педро-Сула | Гондурас   | 0 – 2     | Канада             | Відбір до ЧС 2022                        | -    | 80'      |
| 30-1-2022  | Гамільтон      | Канада     | 2 – 0     | США                | Відбір до ЧС 2022                        | -    |          |
| 24-3-2022  | Сан-Хосе       | Коста-Рика | 1 – 0     | Канада             | Відбір до ЧС 2022                        | -    |          |
| 27-3-2022  | Торонто        | Канада     | 4 – 0     | Ямайка             | Відбір до ЧС 2022                        | -    | 76'      |
| 30-3-2022  | Панама         | Панама     | 1 – 0     | Канада             | Відбір до ЧС 2022                        | -    |          |
| 10-6-2022  | Ванкувер       | Канада     | 4 – 0     | Кюрасао            | Ліга націй КОНКАКАФ 2022-2023 - 1-й етап | -    |          |
| 13-6-2022  | Сан-Педро-Сула | Гондурас   | 2 – 1     | Канада             | Ліга націй КОНКАКАФ 2022-2023 - 1-й етап | -    |          |
| 23-9-2022  | Відень         | Катар      | 0 – 2     | Канада             | товариський матч                         | -    |          |
| 27-9-2022  | Братислава     | Канада     | 0 – 2     | Уругвай            | товариський матч                         | -    |          |
| 11-11-2022 | Манама         | Бахрейн    | 2 – 2     | Канада             | товариський матч                         | -    | 71'      |
| 17-11-2022 | Дубай          | Японія     | 1 – 2     | Канада             | товариський матч                         | -    |          |
| Усього     |                | Матчів     | 30        |                    | Голів                                    | 0    |          |